# Orodes III
Orodes III, död 6 e.Kr., var en kung av Partherriket 4–6 e.Kr. Han tillhörde arsakidernas dynasti. 